# Coronao Now
Coronao Now è un singolo del rapper dominicano El Alfa e del rapper statunitense Lil Pump, pubblicato il 7 novembre 2019 dalla Warner.
Una versione remix è stata pubblicata con la partecipazione di Vin Diesel, Sech e Myke Towers.

## Video musicale
Il video musicale è stato registrato in Santo Domingo, Repubblica Dominicana, e ha superato i 150 milioni di visualizzazioni.

## Tracce
Download digitale
Testi e musiche di Emmanuel Herrera Batista, Gazzy García.
1. Coronao Now – 3:37

Remix
Testi e musiche di Emmanuel Herrera Batista, Gazzy García, Mark Sinclair, Carlos Isaías Morales Williams, Michael Anthony Torres Monge.
1. Coronao Now (Remix) – 4:11

## Classifiche
| Classifica (2019-2020) | Posizione massima |
| ---------------------- | ----------------- |
| Repubblica Dominicana  | 13                |
| Honduras               | 14                |
| Nicaragua              | 1                 |
| Panama                 | 14                |
| Spagna                 | 61                |
| Stati Uniti            | 19                |
| Messico                | 8                 |
| Cile                   | 1                 |